# Попларвил (Мисисипи)
Попларвил (енгл. Poplarville) град је у америчкој савезној држави Мисисипи.

## Демографија
По попису из 2010. године број становника је 2.894, што је 293 (11,3%) становника више него 2000. године.
| Група             | 2000.         | 2010.         |
| Белци             | 1.920 (73,8%) | 1.881 (65,0%) |
| Афроамериканци    | 623 (24,0%)   | 857 (29,6%)   |
| Азијати           | 13 (0,5%)     | 29 (1,0%)     |
| Хиспаноамериканци | 17 (0,7%)     | 50 (1,7%)     |
| Укупно            | 2.601         | 2.894         |